# Irish Draught

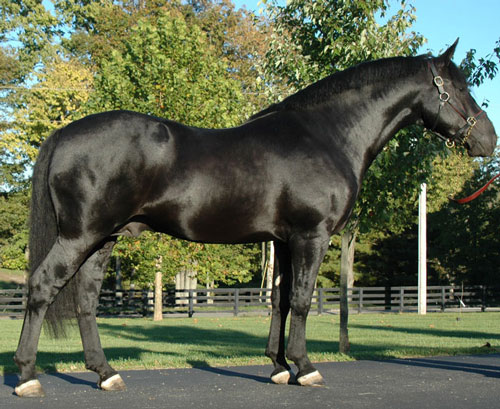
Kary ogier rasy Irish Draught

Irish Draught (czasem nazywany też Irish Draft) – irlandzka rasa koni gorącokrwistych o wszechstronnej użytkowości. 

## Historia rasy
Na irlandzkich glebach, dobre warunki rozwojowe znalazły konie przybyłe wcześniej z Afryki Północnej, Hiszpanii i Galii, sprowadzone przez kupców celtyckich, jak również konie bojowe zdobywców normańskich i późniejsze importowane z Hiszpanii. W XVIII wieku populację koni zmieszano z krwią koni zimnokrwistych. Powstała rasa wielokierunkowo użytkowana, która zachowała cechy konia wierzchowego.
Ta stara rasa została prawie unicestwiona podczas I wojny światowej i w późniejszych czasach, kiedy irlandzcy rolnicy sprzedawali konie do rzeźni, by zyskać pieniądze potrzebne na zakup traktorów. Dzięki zatrzymaniu tego procesu w roku 1965 przez ministra gospodarki rolnej, rasa przetrwała.

## Pokrój
Jest to krępy koń średniej wielkości, silny i mocny. Głowa duża o prostym lub czasem garbonosym profilu, długich uszach i łagodnym wyrazie. Szyja dobrze umięśniona, często krótka i ciężka. Łopatki długie i mocne, czasami strome, kłąb niewyraźny, a grzbiet szeroki i czasem zbyt długi. Klatka piersiowa głęboka i szeroka. Zad jest szeroki, ścięty, a ogon nisko osadzony. Kończyny są masywne, o krzepkich stawach, kopyta są dość duże i płaskie. Występują niewielkie szczotki pęcinowe. Umaszczenie jest często siwe, kasztanowate i gniade. Wysokość w kłębie:155-165 cm. Konie te charakteryzują się świetnym wykorzystaniem paszy. Ich chody są lekkie i energiczne, ze świetnymi predsypozycjami skokowymi. 

## Użytkowanie
Koń rasy Irish Draught przeznaczony był do zaprzęgu i do pracy na roli. Świetnie nadawał się też pod siodło, zwłaszcza do polowań. Niegdyś brał też udział w paradach. Dziś najczęściej używany jako kłusak.

## Hodowla
O zachowanie tej rasy troszczy się Irish Horse Breeder's Society. Ze względu na posiadanie przez rasę Irish Draught wielkiego talentu skokowego, krzyżowanie tych koni z końmi pełnej krwi angielskiej daje uznane konie do skoków oraz polowań – huntery irlandzkie.